# Lupta de la Zalău (1919)
Lupta de la Zalău a fost o acțiune militară de luptă de nivel tactic care a opus în zilele de 23-26 februarie 1919, în zona localității Zalău din comitatul Sălaj, trupe maghiare atacatoare din Divizia Secuiască celor românești din Brigada 13 Infanterie. Derularea ostilităților s-a circumscris operațiilor militare pentru apărarea Marii Uniri, acțiunea desfășurându-se în timpul perioadei de ocupare a celui de-al treilea aliniament al liniei de demarcație din Transilvania.  Rezultatul final a fost favorabil trupelor române, care, după ce au trebuit să părăsească localitatea, au reușit să o recâștige.
Reprezentând o „poartă” de o importanță strategică reală pentru ambele armate, Zalăul a reprezentat un centru cu caracter de avanpost maghiar, atât al rezistenței armate, cât și al unei eventuale ofensive care ar fi avut scopul de a restabili vechile granițe ale Ungariei. Preluarea sa de către Armata României a fost, astfel, precedată de incidente și a fost asociată cu o situație dificilă a populației civile, în contextul revoluționar existent și de preluare a imperiumului în Transilvania, de către o nouă administrație.
Stabilirea raporturilor de forță de-a lungul noii linii de demarcație militară – fixată în ianuarie 1919 – a asociat, de asemenea, conceperea de către fiecare parte a viitorilor beligeranți, de planuri pentru câștigarea unor avantaje militare suplimentare față de realitatea consemnată deja pe teren, la acel moment. Astfel, comandamentul român a încercat să impună apariția unei zone neutre de 10 km printr-o retragere suplimentară a trupelor maghiare, iar comandamentul ungar a făcut planuri de recâștigare a zonei Zalău – Jibou. Au existat, însă, o serie de elemente care au dus la destabilizarea situației plănuite de către ambele comandamente, un rol central revenind atât contextului dificil în care se regăsea populația civilă de etnie maghiară din zonă (din rândul căreia fusese recrutat un procent semnificativ dintre soldații și ofițerii subunităților militare ungare aflate în apropiere), cât și faptului că la comanda unuia dintre batalioanele ungare aflate în proximitatea Zalăului se găsea maiorul Mihály Gyurotsik, a cărui familie se afla imobilizată în orașul aflat sub controlul trupelor române.
Fără ordin din partea superiorilor săi din Divizia Secuiască și fără a ține cont de necesitățile prevăzute în prealabil a superiorității de efective, a dotării corespunzătoare cu mijloace tehnice și a asigurării aprovizionării ulterioare atacului cu resurse suficiente, Gyurotsik a inițiat astfel, la 23 februarie 1919, o acțiune care avea să conducă la cucerirea inițială a Zalăului de către trupele maghiare și la replierea forțelor române în zonele învecinate. Deoarece însă, în contextul superiorității tehnice, organizatorice și numerice a trupelor române nu a existat posibilitatea consolidării efectelor acțiunii trupelor maghiare pe teren, orașul a fost recâștigat în ziua de 26 februarie de către trupele române. Un rol important a revenit artileriei române, care însă a provocat distrugeri notabile localității,  speculate ulterior de organele maghiare de propagandă.
Din punct de vedere militar, cele întâmplate la Zalău au provocat daune semnificative trupelor române, atât materiale cât și de imagine. Cu toate acestea, întregul palier de problemele – generate pe moment sau ca efect ulterior, restului populației civile din Zalău și orașului în sine – au făcut ca în contextul imposibilității menținerii ulterioare de către trupele maghiare a rezultatului militar, bilanțul acțiunii să fie unul negativ pentru Armata Republicană Ungară.

## Contextul geografic, militar și politic

Harta militară din 1894 a arealului zonei Zalău

Depășind cel de-al doilea aliniament al liniei de demarcație, după ce au asigurat Clujul, forțele armate române au continuat să preseze încet înainte. Generalul francez Franchet d'Esperey a apreciat că, în contextul în care scopul final al românilor era acela de a ocupa teritorii în conformitate cu cele consemnate în tratatul secret de la București, un război româno-ungar era iminent. Deși nu s-a ajuns încă la o ciocnire deschisă ca efect al faptului că, la 21 ianuarie 1919,  d'Esperey a ordonat oprirea avansului militar românesc, pe 23 ianuarie totuși, Consiliul de Miniștri ungar a decis, pentru prima dată, că nu mai avea o altă soluție decât rezistența armată. Un nou ordin din 28 ianuarie al Primului Ministru francez Clemenceau a determinat fixarea armatelor române pe noul aliniament, care, în comitatul Sălaj și la nivelul limitei sale cu comitatele apropiate, trecea pe la marginea localităților Băsești - Chilioara - Crișeni - Panic - Aghireș - Meseșenii de Sus - Șeredei - Pria - Ciucea.

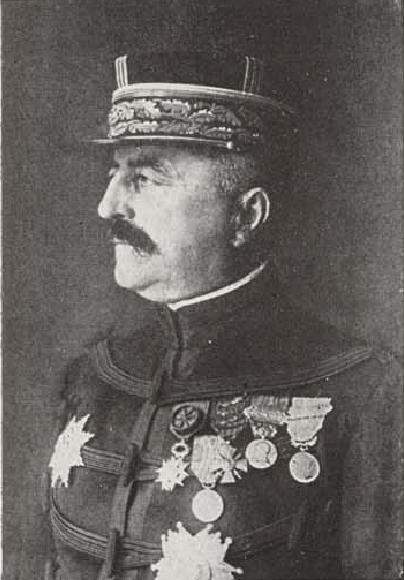
Generalul Franchet d'Esperey aprecia că un război româno-ungar era iminent

De partea română, iarna 1918-1919 a fost folosită pentru punerea bazelor înființării diviziilor 16 și 18 – alcătuite din foști soldați ai Armatei Austro-Ungare și pentru organizarea mai temeinică a celorlalte divizii românești, precum și pentru instrucția și dotarea trupelor. De partea ungară, însă, nu s-au făcut progrese semnificative în domeniul organizării militare. Singurele rezultate tangibile au fost reprezentate de cele ale Diviziei Secuiești care, în pofida unor probleme financiare grave și a unor probleme disciplinare, constituise totuși, trupe capabile de a se opune avansului românesc.
Considerat o „poartă” de o importanță strategică reală ce urma să fie „apărată de adversari cu disperare”, localitatea Zalău a constituit o adevărată provocare în ce privește preluarea orașului de către trupele românești și de către administrația României. Orașul era considerat ca fiind un „centru unguresc” care avea tot ce-i trebuie pentru a se dezvolta „în acest spirit” și ca atare, a existat un cadru favorabil pentru a fi aici stabilit un centru cu caracter de avanpost atât al rezistenței armate maghiare, cât și al formațiunilor militare republicane maghiare hotărâte să continue ofensiva cu scopul restabilirii vechilor granițe ale Ungariei. De altfel, trupele ungare concentrate aici după ocuparea Clujului de către armata din Regat au reprezentat o amenințare pentru aripa dreaptă a dispozitivului militar român, care astfel, ar fi putut fi întoarsă printr-un atac executat pe valea Someșului.

## Preludiul

### Situația populației civile
În săptămâna care a urmat incidentului de la Țigani (Crișeni), cinci dintre notabilitățile localității și ale comitatului au fost arestate și duse la Dej, zvonurile de pe plan local creditând ideea că vor fi deferite unui tribunal militar.[A]
Conform celor precizate de ziarul local „Szilágyság”, populația română a satelor din jurul Zalăului – aflată sub influența ideilor bolșevice și încurajată de prezența trupelor din Regat – a început să jefuiască prăvăliile orașului și conținutul pivnițelor din viile locale. A avut loc și un incident în acest context soldat cu trei victime, printre care s-a aflat și directorul pensionar al școlii elementare din oraș. Conform istoricului maghiar Miklós Szentpály-Juhász, au existat comportamente amenințătoare din partea oamenilor beți și violuri. Același istoric a menționat că, potrivit documentelor Comandamentului militar maghiar din Transilvania, la aceste acte a existat și participarea activă a unora dintre militarii români ai regimentelor din oraș.[B]
Conform documentelor trupelor române, Comandamentul militar local românesc a colaborat cu poliția locală și a reușit prin măsuri energice să tempereze masele recalcitrante. Măsuri aspre au fost luate de către administrația militară română pentru a stăvili diversele tulburări.
„...Din contră [Comandamentul militar român] va lua măsurile cele mai aspre contra făcătorilor de rele, neținând seama de naționalitate...”—Extras dintr-o ordonanață a maiorului Gheorghe Rozin, comandant al trupelor române din Zalău
Prin trei ordonanțe succesive semnate de către maiorul Rozin[C] (comandantul local din Zalău) a fost interzisă circulația cetățenilor după ora 23 începând cu 19 ianuarie 1919, s-a ordonat deschiderea magazinelor și interzicerea adunărilor publice în grupuri mai mari de trei persoane, precum și predarea oricărui armament și material militar trupelor române în termen de 24 de ore. De asemenea, populației i-a fost interzisă părăsirea satelor fără autorizația scrisă a primarului. Nerespectarea dispozițiilor urma să fie pedepsită conform legii marțiale. Cei care ar fi urmat să fie prinși prădând sau să fie prinși „asupra altor fapte rele” trebuiau „arestați, amenințați, dați judecății și, eventual, pedepsiți chiar cu moartea”.
Spre sfârșitul lunii ianuarie situația s-a mai normalizat, cu toate că au continuat să existe unele probleme, precum și alte delicte contra bunurilor publice sau private. De asemenea, în intervalul ianuarie - februarie, detașamente ale Diviziei 7 Infanterie au întreprins acțiuni de dezarmare ale localităților din sectorul lor de competență.
Cu atât mai mult cu cât printre militarii maghiari ai batalionului condus de către maiorul Gyurotsik erau unii (printre care se afla chiar și respectivul Gyurotsik) care aveau membri ai familiei în zona Zalăului și ca atare aceștia fuseseră supuși unor amenințări directe,[D] veștile despre situația în care fusese pusă populația civilă a Zalăului în perioada următoare ocupării localității de către trupele române au contribuit la destabilizarea situației militare, punând la încercare psihicul soldaților maghiari aflați dincolo de linia de demarcație.[E] În respectivul context, deteriorarea situației a venit odată cu ultimatumul remis ulterior de către trupele române celor maghiare (vezi mai jos).

### Ultimatumul
Mijlocul lunii februarie 1919 a fost relativ calm în teritoriul limitrof zonei românești a liniei de demarcație, cu toate că de-a lungul acesteia, au existat în permanență viguroase încăierări de patrule cărora li s-a răspuns cu focuri de artilerie.
La 20 februarie 1918, din partea comandamentului român al Diviziei 7 Infanterie a venit solicitarea expresă ca trupele maghiare să se retragă la zece kilometri în spatele liniei de demarcație lăsând astfel, o zonă neutră între acestea și respectivul aliniament. În documentul transmis au fost făcute și precizări privind la ce s-ar putea întâmpla dacă această retragere nu ar fi fost operată, anume: ar fi urmat ca trupele române să se deplaseze dincolo de aliniamentul demarcațional pentru a proteja localitățile românești, precum și cu scopul evitării eventualelor incidente ce ar fi putut avea loc între Gărzile Naționale Române și militarii maghiari. În respectiva solicitare care avea ca termen de răspuns 24 de ore, erau precizate măsuri de retorsiune împotriva familiilor ofițerilor maghiari (printre care se afla și cea a maiorului Gyurotsik). Răspunsul colonelului Károly Kratochvil – aflat în fruntea Comandamentului maghiar al Districtului Militar Transilvănean și comandant al Diviziei Secuiești – a fost negativ, acesta susținând că singura linie de demarcație valabilă este cea stabilită prin Armistițiul de la Belgrad. Ca urmare, din punctul lui de vedere, cei care ar fi urmat să se retragă erau doar românii. De asemenea, el a specificat că, dacă trupele sale sau populația civilă sunt atacate, soldații maghiari se vor apăra și responsabilitatea pentru ce se va întâmpla ulterior va reveni românilor. În același context, Kratochvil a informat guvernul ungar despre schimbul de note și a dispus citirea ultimatumului românesc și a răspunsului ungar oferit acestuia.

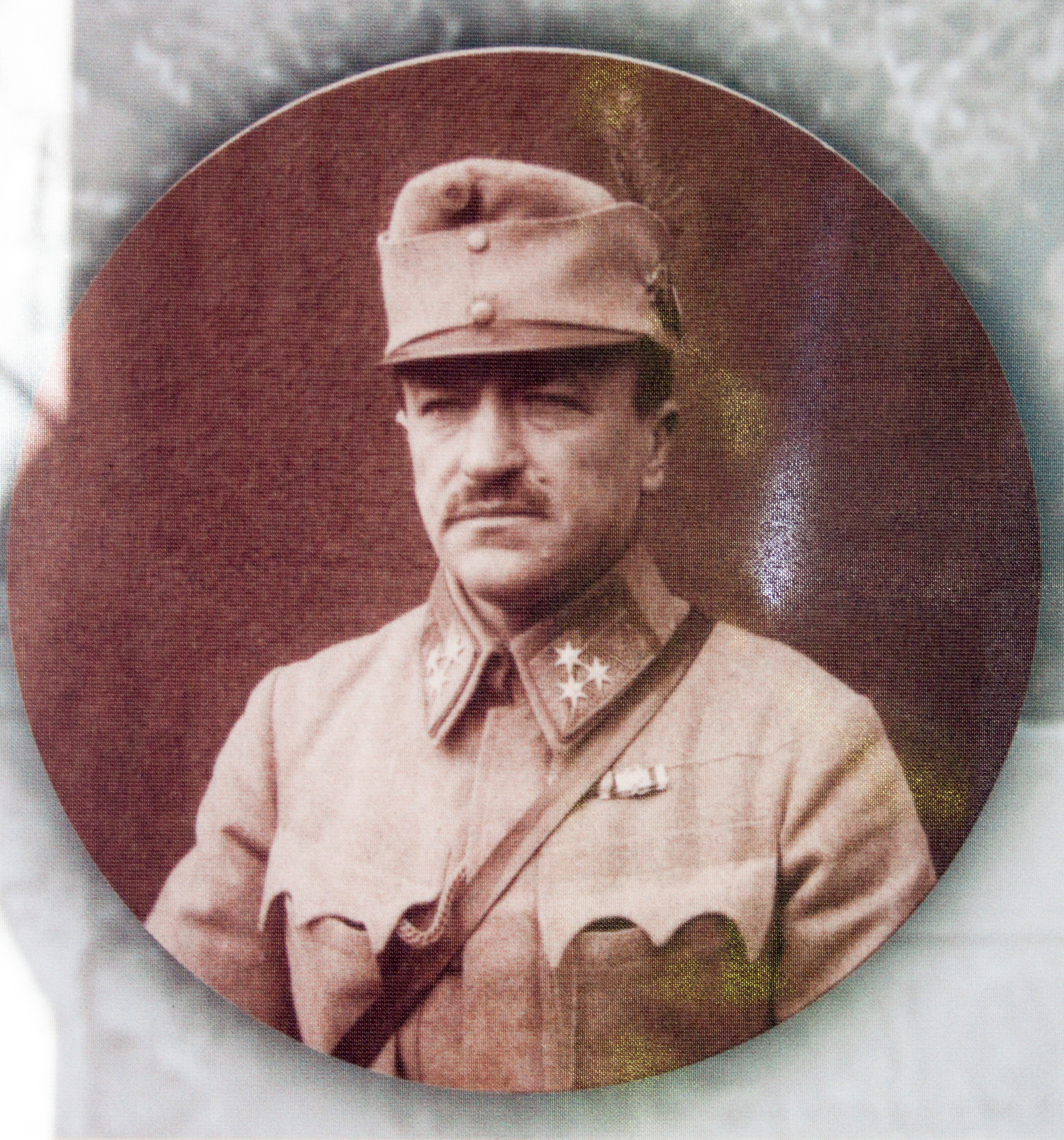
La comanda colonelului Károly Kratochvil, s-au făcut demersuri pentru elaborarea preventivă a unui plan de acțiune

În același timp, Comandamentul maghiar al Districtului Militar Transilvănean a ordonat Statului Major al Diviziei Secuiești, prin prisma Convenției Militare de la Belgrad, să pună la punct un plan de recucerire a localităților Zalău și Jibou.

### Planul inițial de acțiune
La ziua de 23 februarie a fost propus un plan de către coloneii Nagy Pál și Franz Schuppler, fără a exista o dată precisă de intrare în acțiune al acestuia. În opinia lor, recâștigarea localităților nu era posibilă fără lansarea unei acțiuni militare ce ar fi trebuit să fie un atac prin surprindere. Cei doi au specificat că luptele duse până în acel moment au arătat că rezistența pe care o puteau opune trupele române nu era una semnificativă, iar folosirea unor forțe de atac puternice putea duce la rezultate rapide. De asemenea, era necesar ca ocuparea Zalăului și Jiboului să se facă în același timp pentru ca românii să nu poată aduce întăriri. Planul estima efectivele trupelor regulate române din zona Benesat – Jibou – Zalău la 2.000 de oameni, cărora li se asociau mulți luptători din Gărzile Naționale Române, considerați adversari mai greu de înfrânt. Estimarea a evaluat că românii aveau la dispoziție 16 tunuri, precum și un număr de mitraliere.
La momentul respectiv pe direcția Zalău se afla dislocat Batalionul 1 din Regimentul 12 Infanterie Honvezi, sprijinit de o baterie de artilerie, acestuia urmând să i se adauge pentru a închide accesul spre oraș, Batalionul 2 din Regimentul 24 Infanterie Honvezi comandat de către maiorul Mihály Gyurotsik. Ocuparea satelor Țigani (Crișeni) și Mirșid ar fi urmat să priveze trupele române din Zalău de legătura feroviară, ceea ce ar fi determinat retragerea acestora fără luptă. Conform celor doi autori ai planului, dacă Armata României ar fi dorit ulterior să dețină orașul ca punct strategic (conform cu cele stabilite la Belgrad), românii ar fi fost forțați să negocieze puterea și comportamentul trupelor de ocupație în conformitate cu interesele ungare.

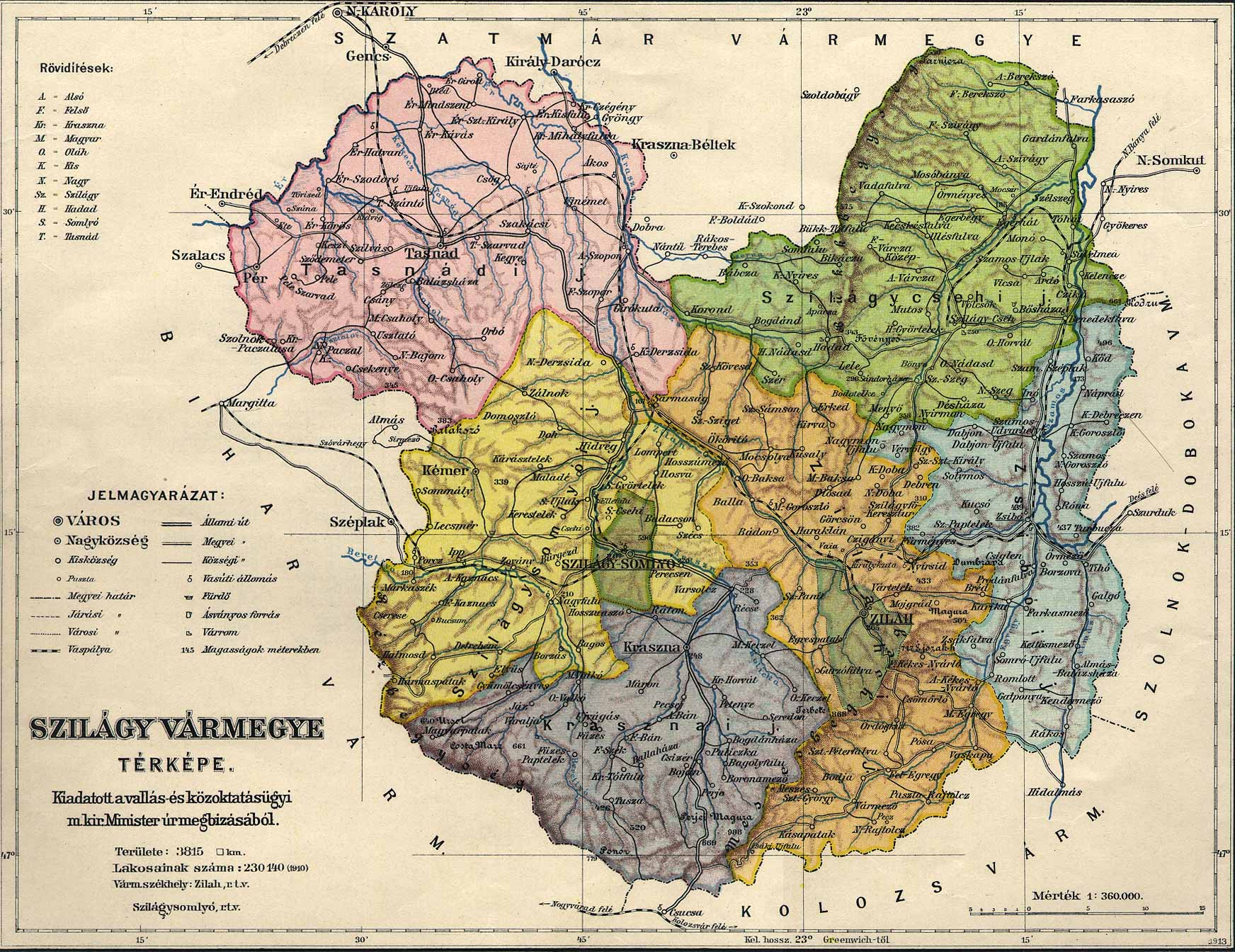
Harta administrativă din 1910 a Comitatului Sălaj, pe care se pot remarca direcțiile de acțiune, precum și căile de comunicație.

Ocuparea Jiboului era estimată că ar fi fost mai dificilă. Aflate la o zi de marș de oraș, trupele Regimentului 32 Infanterie Honvezi ar fi trebuit să fi împinse înainte în secret pe valea Sălajului pentru a scurta timpul de intrare în acțiune a acestora, astfel încât românii să nu poată aduce întăriri. Atacul ar fi urmat să fie dat pe două coloane, din care una care să se deplaseze de-a lungul căii ferate Sărmășag – Jibou și a doua pe direcția Nadișu Hododului – Chilioara – Sâncraiu Silvaniei – Șoimuș. Această ultimă coloană ar fi urmat să fie acoperită de un detașament venit pe direcția Cehu Silvaniei – Benesat. Pentru a asigura operațiunea de la Zalău dinspre Ortelec  și Creaca, trebuia să fie detașat un alt detașament. De asemenea, un trailer ar fi urmat să asigure suportul necesar reparării căii ferate. La acțiunea prevăzută la Jibou ar fi trebuit să participe 3 batalioane de infanterie și două baterii de artilerie, acestea fiind susținute de alte 1-2 batalioane.  În acest sens, trupele trebuiau să facă parte din Regimentul 32 Infanterie Honvezi, precum și din Batalioanele independente 1 și 2 ale Regimentului (Grupului) 1 Secuiesc.
Autorii proiectului au recomandat în prealabil o pregătire adecvată, deoarece Zalăul era un punct strategic important la care românii nu ar fi renunțat cu ușurință și un contraatac al trupelor române ar fi fost, probabil, drept consecință. Cu toate acestea, dotarea tehnică existentă la acel moment nu permitea un război de manevră. Echiparea cu tehnică, aprovizionarea cu muniții și asigurarea colaborării artileriei ar fi fost condiții prealabile pentru succesul operațiunii care nu ar fi trebuit declanșată – în special cea de la Jibou, până ce furnizarea de mijloace nu ar fi fost încheiată. De asemenea, trupele atacatoare nu ar fi putut miza pe caii și pe alimentele pe care ar fi urmat să le găsească în teritoriul atacat, reaprovizionarea urmând să se facă în cea mai mare parte la Zalău și Jibou pe calea ferată. Nefiind fiabilă dependența de o singură sursă de aprovizionare și efectivul trupelor disponibile fiind insuficient, jandarmii și Gărzile Naționale Maghiare ar fi trebuit să asigure suplimentar aprovizionarea, pe lângă protejarea căii ferate precum și dezarmarea populației ostile. De asemenea, la Tășnad, fuseseră deja aduse armele destinate să fie distribuite populației maghiare care ar fi venit să sprijine trupele atacatoare.
Autorii planului au afirmat la final că situația era în continuă schimbare, astfel că un plan concret putea fi pus la punct numai înainte de acțiune. De asemenea, aceștia au specificat că atacul Zalăului ar putea deveni redundant în câteva zile, ceea ce a pus întregul plan în discuție. Aceștia, de bună seamă, știau că membrii Gărzilor Naționale Maghiare și ofițerii din Batalionul 2 al Regimentului 24 Infanterie Honvezi – care ar fi urmat să participe la acțiunea planificată – aveau, în mare parte, membrii familiilor lor, rezidenți în zona Zalăului.

### Dispunerea trupelor

#### Trupele române

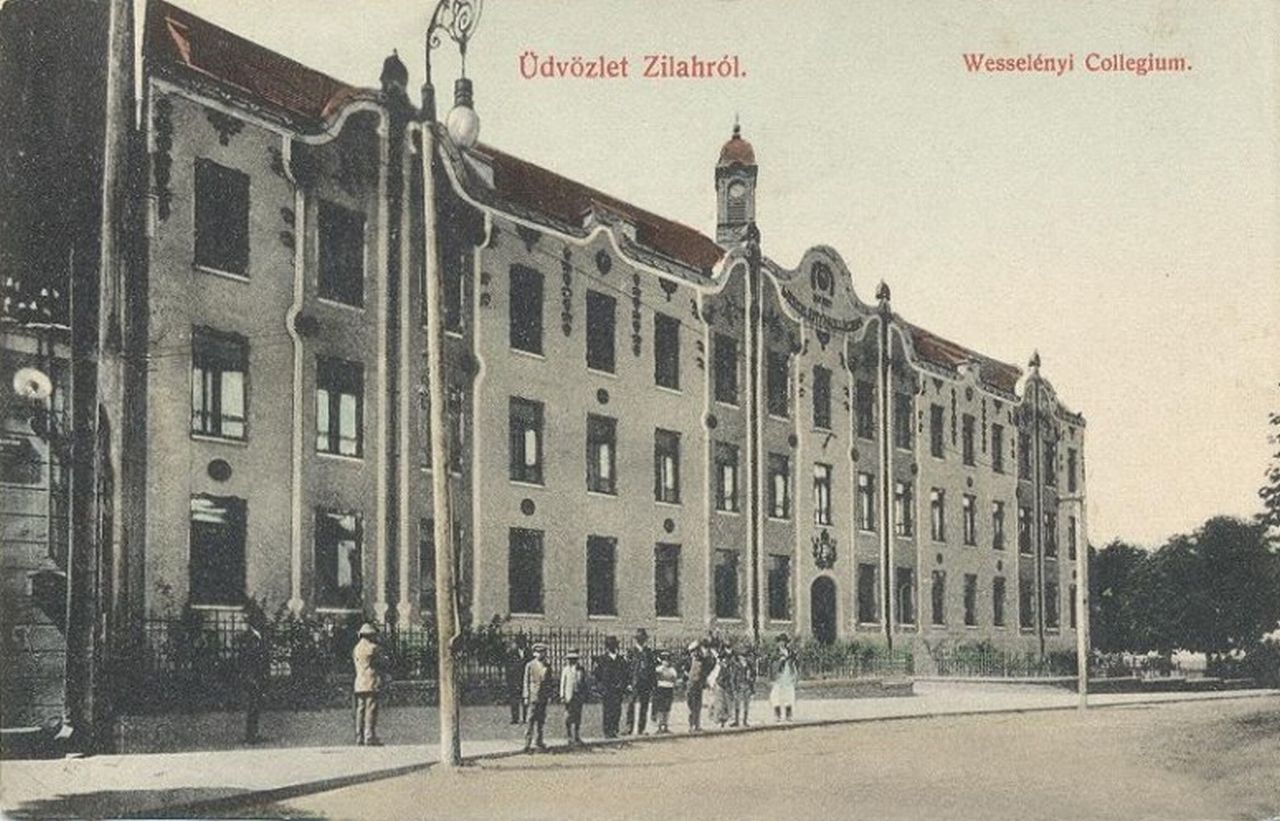
Clădirea Colegiului Reformat Wesselényi din Zalău în 1910 (actual Colegiul Național Silvania), unde au fost încartiruiți soldați români.

Succesiv incidentului armat de la Țigani, la 2/15 ianuarie 1919, soldații români au intrat în Zalău. Pentru a evita un nou atac, aceștia au venind dinspre Ortelec pe jos și nu pe calea ferată. Încartiruirea lor s-a făcut în sediul Colegiului Reformat. De asemenea, conform unui ordin din 19 ianuarie cetățenii au fost obligați să asigure cazare gratuită militarilor români.
În ultima parte a lunii februarie 1919 au fost dislocate pe pozițiile de la Zalău și Țigani (Crișeni) Batalioanele 1 și 3 din Regimentul 15 Infanterie „Războieni”. Un al doilea batalion se afla la Zalău. La Mirșid se afla Batalionul 2 al Regimentul 15 Infanterie „Războieni” și la Jibou Batalionul 3 din Regimentul 27 Infanterie „Bacău”. Subunitățile de infanterierie erau sprijinite de artilerie, respectiv de 2 baterii aflate la Zalău (din Divizionului 1 al Regimentul 2 Artilerie) și de una (din Divizionul 7 al Regimentului 4 Artilerie „Roman”) aflată la Țigani (Crișeni). Comandamentul trupelor române se afla la Jibou.

#### Trupele ungare
După retragerea trupelor ungare din centrul administrativ al Sălajului, guvernul ungar a desființat batalionul care avusese garnizoana în localitate. Alături de maiorul Gyurotsik, un total de 50 de soldați și 9 ofițeri cu 2 mitraliere au ales să se retragă cu trupele ungare, pentru a se alătura Regimentului 32 Infanterie Honvezi. Acestui grup li s-au alăturat alți recruți și împreună, aceștia, au fost dirijați pe calea ferată spre Debrețin. Aici, șeful de Stat Major al Diviziei Secuiești – colonelul Kálmán Szakall – a hotărât dislocarea grupului la Nușfalău, cu ordinul de a asigura legătura cu trupele secuiești ale Regimentului 21 Infanterie Honvezi aflate la Ciucea și cu cele aflate spre Baia Mare. De asemenea, Gyurotsik a primit ordinul de a recruta soldați astfel încât subunitatea sa să atingă efectivul unui batalion, precum și să supravegheze prin intermediul unui detașament de pușcași activitatea românilor din Șimleu Silvaniei.

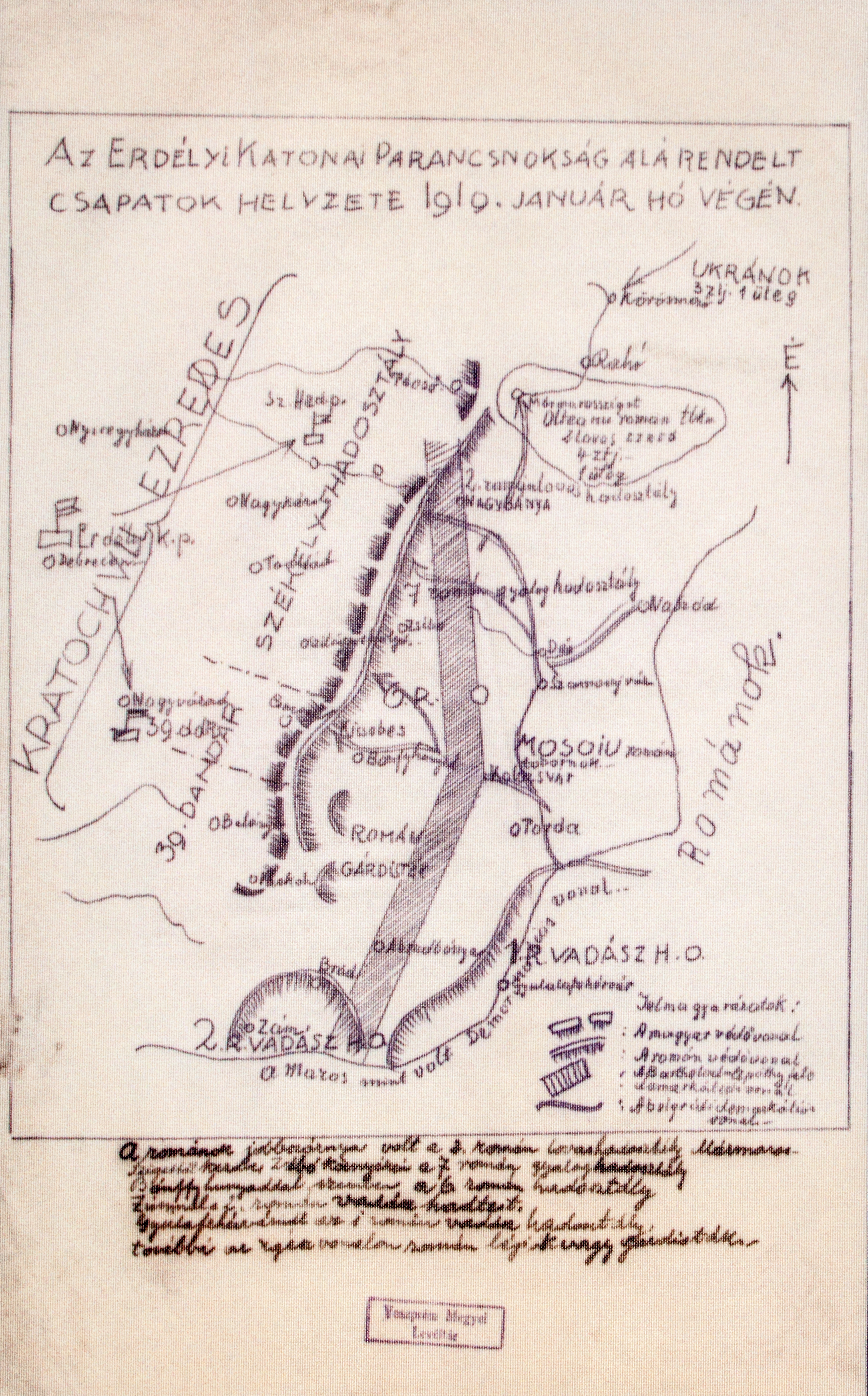
Situația militară la nivelul liniei de demarcație în ianuarie 1919.

Sosit la 18 ianuarie la Nușfalău, Detașamentului Gyurotsik i s-a alăturat  foști prizonieri maghiari reveniți din Rusia și membrii Gărzilor Naționale Maghiare din Crasna, formându-se la început trei companii. De asemenea, a fost înființată o grupă de mitraliere (inițial cu patru mitraliere) și o subunitate de cavalerie cu douăzeci de luptători. Punctul slab al detașamentului era disciplina, iar membrii acestuia doreau să intre în luptă cu românii, deși duceau lipsă de instruire corespunzătoare și de echipament adecvat.
Subunitatea și-a stabilit, ulterior, comandamentul la Vârșolț, având avanposturi la Hereclean (1 companie de pușcași cu 1 secție de mitraliere), Panic (1 companie de pușcași cu 1 secție de mitraliere) și la Recea (1 companie de pușcași cu 1 secție de mitraliere). În medie, în centrele respective erau câte 100 de pușcași cu 2 mitraliere. O nouă companie a fost formată din recruții din Vârșolț și Crasna, la Vârșolț constituindu-se rezerva batalionului (1 companie de pușcași cu 1 secție de mitraliere și un detașament de cavalerie cu un efectiv de 20 de călăreți).  Detașamentul Gyurotsik a primit indicativul de Batalionul 2 și a fost subordonat operativ Regimentului 24 Infanterie Honvezi de la Șimleu Silvaniei, unitate aflată sub conducerea locotenent-colonelului Ferenc Schuppler.
La Crasna se afla la momentul atacului declanșat de Gyurotsik, Batalionul 1 din Regimentul 12 Infanterie Honvezi. Artileria – reprezentată de 2 baterii – se afla la Vârșolț.

## Lupta
Istoricul maghiar Miklós Szentpály-Juhász a afirmat că ultimatumul trupelor române i-a făcut pe ofițeri să se alăture trupei și a reprezentat în contextul dorinței trupelor maghiare de a lupta, scânteia care a declanșat conflictul propriu-zis.

### Planul propriu-zis de atac

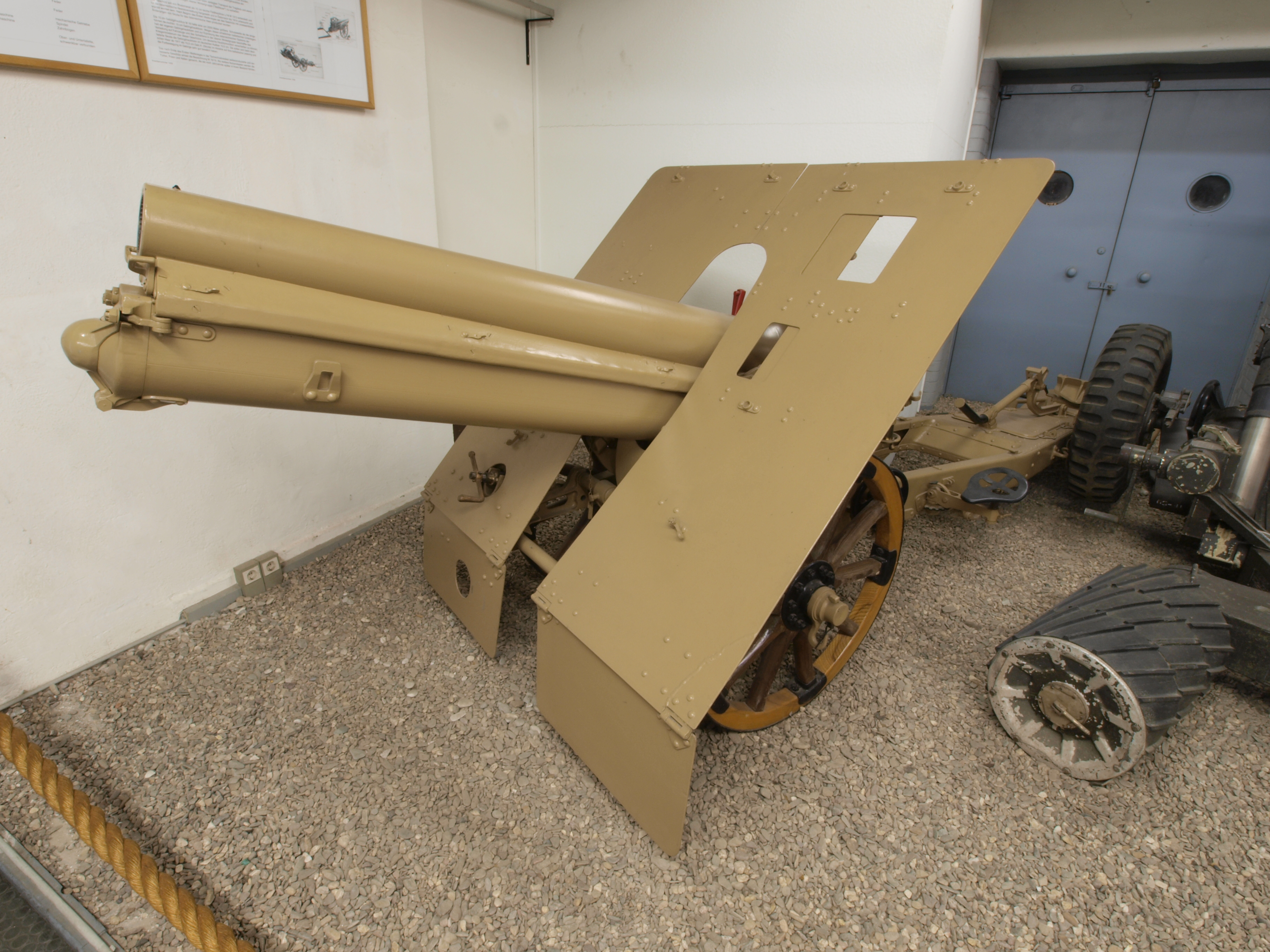
Obuzier de munte Skoda model 1916 cu calibrul de 100 mm

Raportul de forțe era net defavorabil atacatorilor. Aceștia aveau un efectiv de 400 de oameni dotat cu 8 mitraliere, împărțit în patru grupe a câte 100 de oameni și 2 mitraliere fiecare și sprijinit de două baterii de artilerie a 4 de obuziere de 100 mm. De cealaltă parte, se aflau pentru început 4 batalioane românești de infanterie sprijinite de 3 baterii de artilerie. Cu toate acestea, Gyurotsik a mizat pe efectul surprinderii, pe disperarea oamenilor săi, precum și pe spiritul lor de luptă.

Maiorul Mihály Gyurotsik
(ajutați Wikipedia și găsiți imaginea sa)

Conform planului său, coloana care trebuia să pornească de la Hereclean în aripa stângă urma să se îndrepte spre Țigani (Crișeni), pentru a ocupa poalele nordice ale munților Meseș, care domină Zalăul. Gruparea de la Panic trebuia să atace spre Zalău, după cucerirea acestuia urmând să ia poziție la poalele munților Meseș. În aripa dreaptă, coloana din Recea urma să ajungă la Zalău prin Aghireș, cu aceeași misiune ca a celei venite din Panic. Gruparea de rezervă urma să aștepte la Hereclean comanda de a se deplasa prin Gârceiu și Mirșid spre Jibou, cu ordinul de a suporta contraatacul trupelor române precum și de a asigura Zalăul. Pe direcția Mirșid – Jibou urmau să se desfășoare luptele principale și ca atare pentru a se afla în apropiere de zona critică, Gyurotsik urma să comande de la Hereclean, lupta. Ofițerul a estimat că trupele române din Zalău ar putea fi surclasate, dacă batalionul său se va concentra asupra primului atac. În consecință, a cerut Batalionului 1 din Regimentul 12 Honvezi, aflat la Crasna, să intre în luptă deplasându-se prin Mirșid spre Jibou, în cazul în care Zalăul ar fi fost cucerit.
Comparând ambele planuri, cel al lui Gyurotsik și cel făcut de comandamentul Diviziei Secuiești, iese în evidență faptul că invazia Jiboului ar fi fost permisă numai de către o circumstanță deosebit de norocoasă și că nu a existat nici o șansă reală de a fi păstrat acest oraș. În plus Gyurotsik urma să se bazeze pe o trupă  aflată în plină reorganizare și cu probleme de disciplină, care aparținea unei subunități inițial desființate și apoi reînființate.

### Atacul
După ce, la ora 18 a zilei de 22 februarie 1919, grupurile de atac și-au ocupat pozițiile de plecare din Hereclean, Panic și Recea, iar la Hereclean s-au poziționat trupele de rezervă, la ora 18.30 atacul a fost început pe întreaga linie și Gyurotsik a anunțat declanșarea lui comandamentului Diviziei Secuiești. Însă, din cauza distanțelor mari și a serviciilor de raportare prost organizate, maiorul nu a mai putut exercita o influență semnificativă asupra evenimentelor aflate în derulare (trupele care au avansat nu și-au raportat situația, iar mesagerii trimiși după detașamentele respective pur și simplu nu s-au mai întors).
La ora 19, la Țigani (Crișeni), soldații maghiari au intrat în contact cu militarii Batalionului 3 din Regimentul 15 Infanterie, care s-au retras precipitat și dezordonat, împreună cu propria artilerie din Regimentul 4 Artilerie, spre Gârceiu. Deși victorioși, soldații maghiari (care ar fi trebuit să ocupe poalele nordice ale munților Meseș) s-au scurs însă treptat spre Zalău.
La ora 19:30 comandantul subunității care trebuia să avanseze spre Mirșid, fiind rănit grav la mână de o grenadă s-a reîntors la Hereclean, unde a și murit. Rămași fără el, majoritatea soldaților subunității s-au oprit. Ulterior, deoarece până în zorii zilei de 23 februarie nu au întâlnit trupe inamice, aceștia s-au reîntors și ei la Hereclean, unde maiorul Gyurotsik organiza rezervele pentru apărarea poziției principale, care era esențială pentru menținerea Zalăului. Aflat, totuși, în deplasare spre Mirșid, un mic detașament de soldați unguri s-a pierdut și a căzut în captivitatea trupelor române.
Coloana care a pornit din Panic a traversat fragmentată în întuneric liniile românești și doar o parte din soldații ei au ajuns în zori la Zalău.

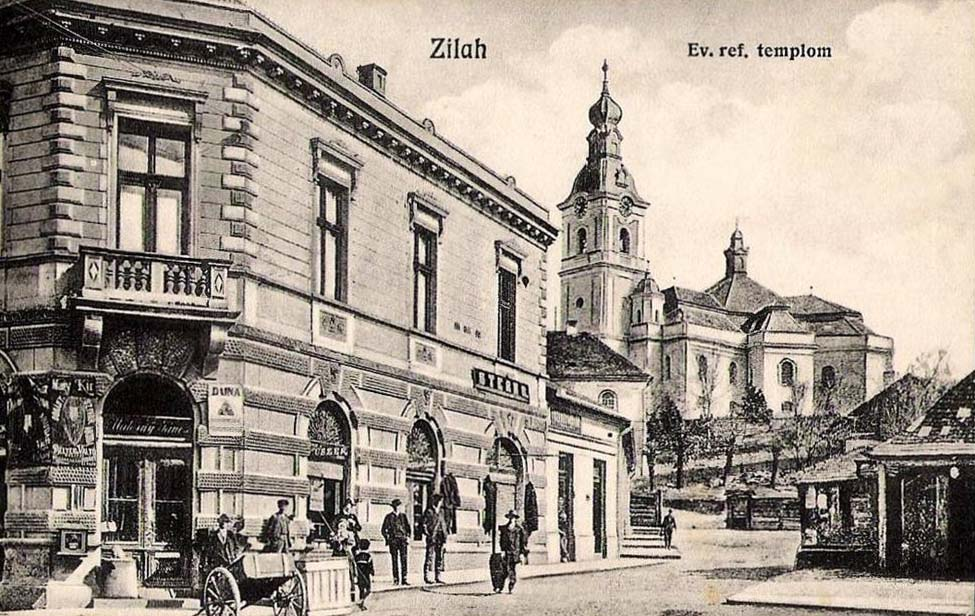
Steagul Ungariei ridicat pe turnul Bisericii Reformate din Zalău – aici într-o imagine din 1912 – a fost semnul care a indicat succesul acțiunii de ocupare a orașului.

În sud, coloana pornită de la Recea s-a fragmentat pe trei direcții: aripa stângă[F] a avansat spre Zalău și apoi spre creasta muntelui; centrul[G] a trecut prin Aghireș, punând pe fugă, după o luptă scurtă, soldații români de aici. Din Aghireș un detașament[H] a mers să curățe Meseșenii de Sus. După aceea, detașamentul și-a continuat deplasarea spre sudul orașului Zalău, atacând, la un moment dat, la baionetă un grup de soldați români.
Zalăul a fost găsit aproape golit de trupele românești[I] ale Batalionului 1 din Regimentul 15 Infanterie și ale Divizionului 1 din Regimentul 2 Artilerie, (retrase între timp  la Ortelec, fără a încerca să reziste și fără a lua contramăsuri), în oraș fiind rămase doar câteva detașamente întârziate. Trupele pornite din Recea au găsit în gara localității un mic detașament român care a încercat să salveze materialul de război, dar după o luptă scurtă gara a fost ocupată. Comandantul detașamentului ungar a trimis o parte din trupă pe versanții Meseșului și a ridicat steagul Ungariei pe turnul Bisericii Reformate.
Ca efect al atacului au fost luați prizonieri 7 ofițeri români, un preot militar și 40 de soldați, care au fost duși la Vârșolț. Ulterior Ioan Partenie, preotul militar al Regimentului 15 Infanterie, avea să-și povestească experiența din prizonierat. Pierderile trupelor ungare au fost de 27 de morți (din care 5 ofițeri) și 41 de răniți.
Conform lui Partenie, pe fondul tensiunii interetnice din zonă, prizonierii au fost supuși la umilințe, ofițerii fiind bătuți și amenințați cu moartea de către populația civilă maghiară refugiată și de către membrii trupelor maghiare neregulate.
În tot acest timp, maiorul Gyurotsik s-a aflat în incertitudine, doar în ziua de 23 februarie la ora ora 9 dimineața după ce s-a ridicat ceața, putând vedea steagul ridicat în turnul lăcașului de cult. Deoarece, după moartea ofițerului care coordona detașamentul ce ar fi trebuit să ajungă la Mirșid, nu a avut cine să-l înlocuiască, Gyurotsik a trebuit să rămână pentru a organiza trupele de rezervă de la Hereclean în apărarea respectivului punct, crucial pentru a putea fi păstrată localitatea Zalău.
În zilele în care trupele maghiare s-au aflat în oraș, au fost afișate proclamații prin care populației civile i s-a solicitat să se împotrivească autorităților românești și s-au distribuit arme populației de etnie maghiară, ai cărei membri au susținut activ atacul.
Deși Zalăul fusese ocupat, totuși ca efect al eșecului detașamentului care trebuia să ajungă la Mirșid și a lipsei de ocupare cu trupe a coloanei vertebrale a munților Meseș (din cele trei detașamente destinate acestui scop doar cel aflat sub comanda locotenentului Árpád Kovácsy reușise în bună stare să-și ducă la capăt misiunea), rezultatul era unul îndoielnic, dat fiind lipsa de atingere a obiectivului principal al atacului. În oraș soldații maghiari nu au fost supravegheați de către comandanți, fiind lăsați să-și vadă familiile și să fie întâmpinați cu bucurie și cu butoaie de vin de către conaționalii lor. Nimeni nu i-a organizat pentru a duce până la capăt acțiunea.

### Contraatacul

Colonelul Alexandru Calmuschi a dat detașamentului maghiar care ocupase Zalăul, un termen să părăsească localitatea.
(ajutați Wikipedia și găsiți imaginea sa)

La 24 februarie militarii români au trimis la Zalău parlamentari, luând în același timp cunoștință de slăbiciunea forțelor maghiare, precum și de condițiile existente în localitate. De asemenea, în aceeași zi au reușit refacerea liniei de front întreruptă la Gârceiu și pe pantele Meseșului, lângă Ortelec. Astfel, aripile Batalionului 2 din Regimentul 15 Infanterie, aflat la Mirșid și ale Batalionului 3 din Regimentul 27 Infanterie, aflat la Jibou – au fost prelungite. Parlamentarii români au solicitat evacuarea imediată a orașului și eliberarea fără condiții a prizonierilor luați de către maghiari, comandantul Regimentului 15 Infanterie fixând și un termen pentru aceasta. Locotenentul Árpád Kovácsy a răspuns că este de acord cu încetarea ostilităților, dar a pus condiții inacceptabile din punct de vedere al românilor (solicitând stoparea bombardării orașului, în caz contrar  urmând să execute notabilitățile române și pe soldații români luați prizonieri)  și a refuzat să părăsească localitatea.
După expirarea termenului, câteva atacuri slabe ale românilor au fost respinse de maghiari în zona gării, aceștia rezistând în jurul amiezii la Țigani (Crișeni), iar în jurul orei 16 la Hereclean, unde după-amiaza a sosit ca întărire trupelor ungare o companie trimisă de Regimentul 32 Infanterie Honvezi, sub conducerea căpitanului János Csíky.
Odată stabilizată situația în cursul nopții, Gyurotsik a predat comanda la Hereclean lui Csíky și s-a concentrat asupra propriului batalion. De la Vârșolț i-a parvenit confirmarea precum că mesajul transmis de el către comanda diviziei privind atacul ajunsese unde trebuia, dar și știrea că i se luase comanda acțiunii de la Zalău, pentru ca aceasta să fie încredințată comandantului Batalionului 1  din Regimentul 12 Infanterie Honvezi. Noua misiune a lui Gyurotsik urma să fie protejarea Herecleanului.
„[în oraș] „se auzeau purtate de vânt descărcături de puști și mitraliere”—Grațian C. Mărcuș

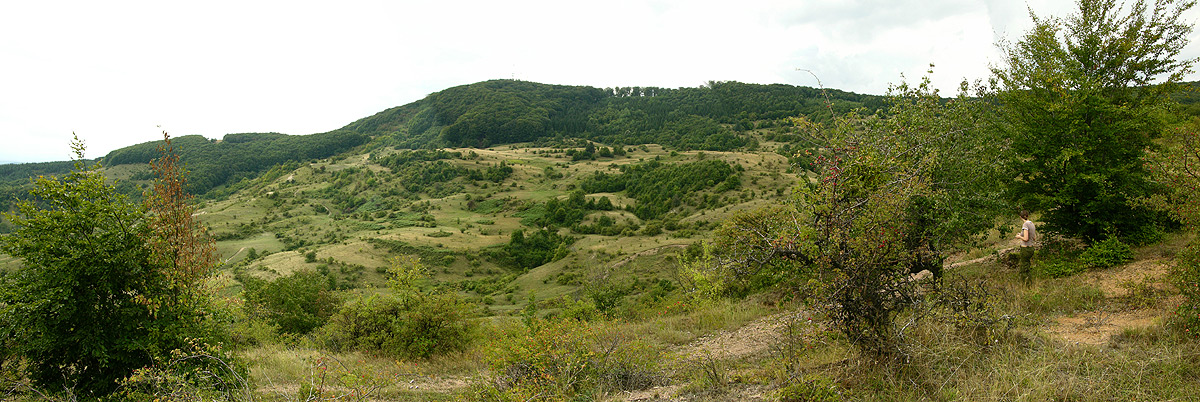
Dislocate pe Meseș (în imagine versantul estic al Măgurii Stânii), bateriile de artilerie românești au executat trageri de artilerie asupra Zalăului.

Alăturarea la acțiune a noii subunități nu a reușit să îmbunătățească prea mult situația, deoarece de pe Meseș artileria românească a început să lovească orașul, pentru a forța retragerea trupelor maghiare. În localitate s-a instalat panica și alături de mulți dintre locuitorii Zalăului, o parte dintre soldați au fugit. Singura forță organizată care a rămas a fost subunitatea locotenentul Kovácsy. Nesimțindu-se încă suficient de puternice pentru a ataca, trupele române au continuat tragerile de artilerie, timp în care au primit ca întăriri Batalioanele 1 din Regimentul 16 Infanterie (adus de la Baia Mare), 2  din Regimentul 27 Infanterie (adus de la Jibou) și 2 din Regimentul 26 Infanterie. Artileria trupelor române a ajuns și ea la un total de 4 baterii.
Pe 24 februarie comandamentul Diviziei Secuiești a dislocat la Zalău Batalionul 1 din Regimentul 24 Infanterie Honvezi, sub comanda maiorului Barabas Gero. La 25 februarie, la ora 8, compania locotenentului Kovácsy a fost atacată în zona gării de forțe române net superioare, estimate de acesta la câteva batalioane, motiv pentru care subunitatea s-a retras treptat și în cursul după-amiezii s-a repliat pe poziția e plecare. Trupele Batalionului 1 din Regimentul 24 Honvezi s-au menținut însă în cursul zilei, fiind retrase pe dealurile din proximitatea vestică a orașului doar la data de 26 februarie, ca urmare a bombardamentului intens și a atacării lor de forțe superioare. Dificultatea cuceririi de către armata română a localității a fost sporită, însă, de faptul că o parte din populația sa de etnie maghiară a avut o contribuție activă la apărare.

### Epilogul confruntării

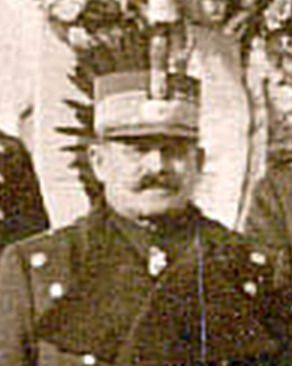
Generalul Constantin Neculcea – aflat la comanda Diviziei 7 Infanterie – a afirmat că va folosi din nou artileria, în cazul repetării unui atac ungar asupra Zalăului.

În ziua de 26 februarie, în decurs de câteva ore după retragerea trupelor ungare, trupele române au avansat în oraș, cu prudență. Dat fiind că în unele locuri pozițiile trupelor maghiare erau mai avansate decât cele inițiale, câteva zile au mai avut loc încăierări pentru ajustarea liniei de demarcație.
Gyurotsik a fost suspendat de la comanda batalionului său și a fost deferit curții marțiale, pentru că atacase în mod arbitrar. În cele din urmă, procedurile împotriva sa au fost suspendate și el a revenit, în 1 aprilie 1919, la comanda subunității .
La 1 martie 1919, o delegație venită din Zalău s-a prezentat la locotenent-colonelul Ferenc Schuppler, comandantul Regimentului 24 Infanterie Honvezi, cu solicitarea ca pe viitor orașul să nu mai fie teatru de război. Conforma afirmațiilor delegației respective, astfel cum le-a consemnat Schuppler, generalul român Constantin Neculcea le-ar fi transmis cetățenilor orașului că, în cazul unui nou atac al trupelor maghiare, localitatea va avea din nou de suferit ca urmare a tragerilor de artilerie.[J]

## Consecințele
În ceea ce privește bilanțul acțiunii inițiate de Gyurotsik trebuie puse, pe de o parte, daunele materiale și de imagine produse trupelor române, alături de faptul că, în final, familiile ofițerilor maghiari amenințate de comandamentul român cu măsuri de retorsiune - implicate în apariția motivației acțiunii – au scăpat, iar, pe de altă parte, întregul palier de probleme generate pe moment, sau ca efect ulterior, restului populației civile din Zalău și orașului în sine. Rezultatul militar al acțiunii trupelor maghiare a fost însă provizoriu și nu a putut fi menținut, ceea ce conform afirmațiilor colonelului Kratochvil a făcut ca bilanțul final al acțiunii să fie unul negativ.
Într-un articol publicat în iulie 2018, Mihalea Sabou – de la Serviciul județean din Zalău al Arhivelor Naționale – a afirmat că pentru reconstituirea evenimentelor derulate în localitate în primele luni ale anului 1919, sursele documentare existente sunt puține și în ele se identifică unele contradicții.

### Militare
Din punct de vedere militar, cele întâmplate la Zalău  au scos în evidență slăbiciunea Armatei Regale Române.
Conform generalului ungar József Kerekess, maniera în care a decurs conflictul nu a fost de natură să determine încredere în modul în care comandamentul român a realizat pregătirea de luptă a propriilor trupe și a confirmat militarilor maghiari impresia pe care aceștia o aveau după evenimentele de la Ciucea. Slab echipate, cu o motivație slabă și prost conduse, trupele maghiare au reușit totuși să producă celor române atât pierderi mari de material militar, cât și o pierdere semnificativă de prestigiu. Concluzia a fost că Armata României era vulnerabilă și că o planificare atentă asociată unei determinări suficiente ar fi fost de ajuns pentru a o surclasa.

La data de 26 februarie 1919, Marele Cartier General român a solicitat Comandamentului Trupelor din Transilvania o anchetă, apreciind că pierderile de materiale și de prizonieri de la Zalău
„fac dovada că unitățile noastre au fost complet surprinse.”
 În urma raportului generalului Traian Moșoiu din 4 martie 1919 privitor la acest eveniment, Anton Gherescu – comandantul Brigăzii 13 Infanterie și ulterior zilei de 1 aprilie 1919 colonelul Alexandru Calmuschi – comandantul Regimentului 15 Infanterie, au fost acuzați de incapacitate de acțiune și destituiți din funcție. De asemenea, generalul Constantin Neculcea a fost înlocuit de la comanda Diviziei 7 Infanterie de generalul Constantin Dumitrescu, iar comanda regimentului a revenit locotenent-colonelului Gheorghe Iordanescu.

### Asupra populației civile și a clădirilor
Luptele duse pentru Zalău au determinat suferințe pentru populație. A apărut un număr mare de refugiați dintre maghiarii din oraș, retrași de teama unor represalii și orientați spre zona aflată în stăpânirea Diviziei Secuiești, dincolo de linia de demarcație. Acești refugiați s-au întors peste câteva luni.
Conform lui Constantin Kirițescu, Zalăul a suferit mult din caza focului artileriei române. Aceste trageri au adus daune populației civile, conform istoricului maghiar Miklós Szentpály-Juhász, aceste daune fiind „foarte mari”. Atât luptele directe cât și tragerile de artilerie au provocat pagube clădirilor. În opinia istoricului  român Cornel Grad, respectivele trageri au fost impuse de refuzul trupelor maghiare de a părăsi orașul, fiind „demonstrative”. Ele au fost speculate de organele de propagandă maghiară, care au susținut (conform opiniei lui Alexandru-Bogdan Kürti, denaturând adevărul) că rezultatul acestora ar fi fost umplerea străzilor de morți și răniți, iar localitatea ar fi fost distrusă în mod sălbatic.
Ca efect al unor acte de violență extremă asupra soldaților armatei române de care s-a făcut vinovată populația civilă,[K] orașul Zalău a fost condamnat printr-o decizie judecătorească a Tribunalului XVI Armată din Debrețin, la plata unei despăgubiri „pentru ostașii români care au fost omorâți de secui”[L] de 400.000 de coroane și la o amendă de aproximativ aceeași valoare. Primarul orașului – Halmaghi Adalbert – a inițiat o campanie pentru a strânge suma respectivă prin intermediul unor donații de la populație, iar primăria localității a emis un ordin, prin care se stabilea nivelul sumelor pe care locuitorii din oraș trebuiau să le plătească drept despăgubire. Plata acestor sume cu caracter de imputație a produs nemulțumiri, pe fondul diferențelor de posibilități economice ale locuitorilor. În cele din urmă, la 3 februarie 1920, sentința Tribunalului militar din Debrețin a fost anulată de către Curtea Supremă de Justiție de la București și sumele de bani cu care orășenii din Zalău au contribuit au putut să fie restituite.